# Piętaszek czyli Otchłanie Pacyfiku
Piętaszek czyli Otchłanie Pacyfiku (Vendredi ou les Limbes du Pacifique) – powieść francuskiego pisarza Michela Tourniera z 1967 roku. Zdobyła w tymże roku Grand prix du roman de l'Académie française. W 1971 roku powstała wersja dla młodzieży, Vendredi ou la Vie sauvage.

## Fabuła
Jest to nowa wersja historii Robinsona Crusoe. Młody Robinson zostaje rozbitkiem na bezludnej wyspie, którą nazywa Speranza (Nadzieja). Crusoe stara się cywilizować i kontrolować przyrodę na wyspie, ale jednak pojawia się inny człowiek, "Araukanin", którego nazywa Piętaszkiem. W Robinsonie następuje głęboka przemiana podczas pobytu na wyspie i w końcu nie chce z niej wracać, podczas gdy Piętaszek chce się wydostać.